# Pheidole epiphyta
Pheidole epiphyta được Longino, J. T. phát hiện và mô tả vào năm 2009.